# Bahnhof Neuilly - Porte Maillot

Der Bahnhof Neuilly - Porte Maillot ist ein Tunnelbahnhof des Pariser Schnellbahnnetzes RER. Er befindet sich im 17. Arrondissement nahe der Stadt Neuilly-sur-Seine unterhalb des Place de Porte Maillot. Der Bahnhof wird täglich von 7.500 bis 15.000 Reisenden genutzt.

## Geschichte

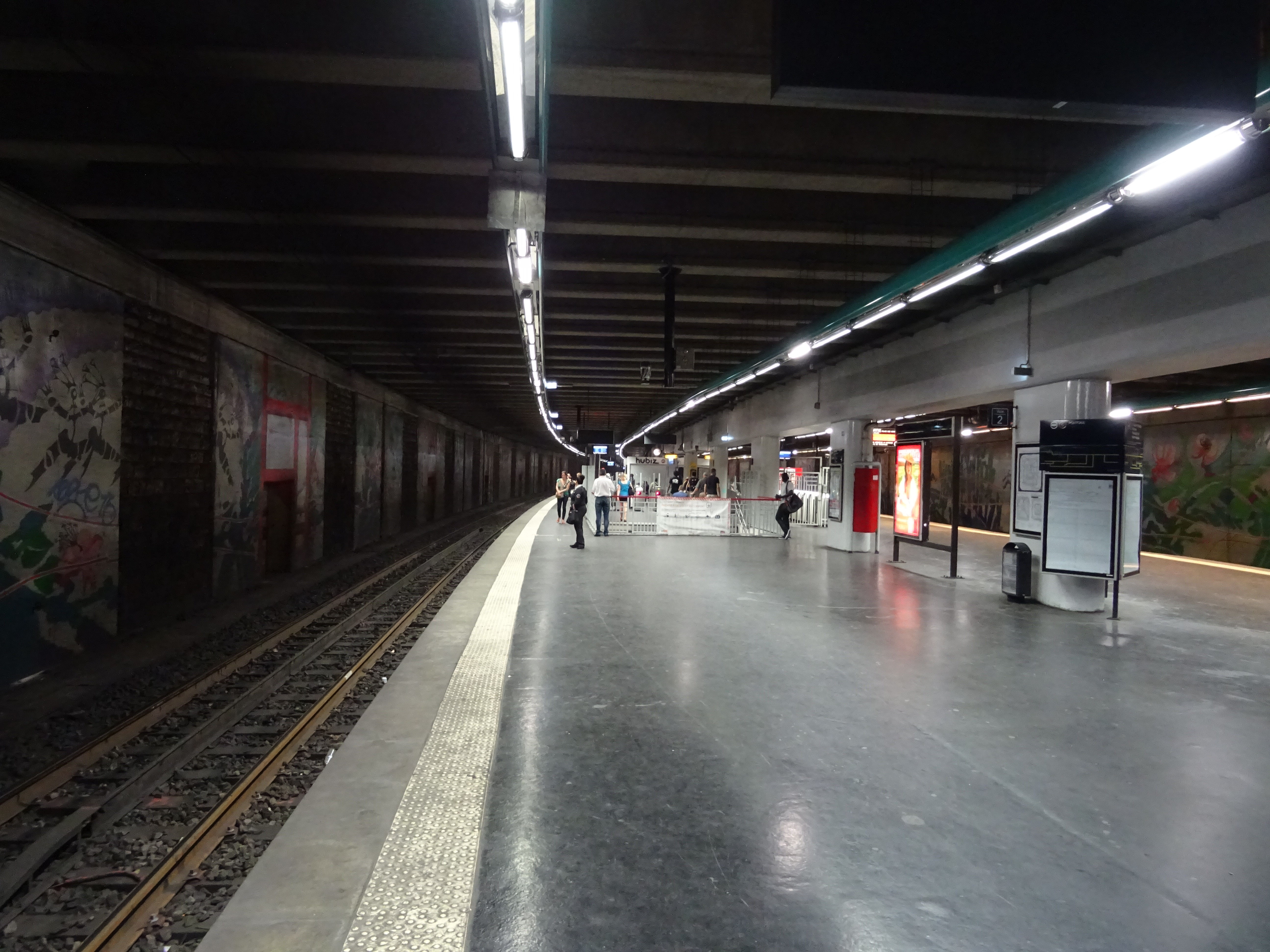
Bahnsteige (2017)

Der Bahnhof wurde 1854 als einer der Bahnhöfe der Ligne d’Auteuil eröffnet. Diese Strecke wurde am 6. Januar 1985 geschlossen, so dass sie umgebaut und Teil der RER C werden konnte. Die Wiedereröffnung fand am 25. September 1988 statt und damit bestand auch eine Verknüpfung zur Station Porte Maillot der Métrolinie 1.

## Zukunft
Die Verlängerung der RER E wird vermutlich einen Halt Porte Maillot haben.
Der Stadtteil hat viele Arbeitsplätze, aber seine Entwicklung wird durch die wenig attraktive RER C und durch die überbesetzte Métrolinie 1 verhindert. Besonders ist die Metrolinie 1 zu Stoßzeiten zwischen Porte Maillot und La Défense restlos überfüllt. Der Halt der RER E wird zusätzliche Kapazitäten bringen und die Attraktivität des Stadtteils weiter steigern.